# Eugène Sue
Eugène Sue (Parigi, 26 gennaio 1804 – Annecy-le-Vieux, 3 agosto 1857) è stato uno scrittore francese, noto soprattutto per i suoi romanzi d'appendice a carattere sociale: I misteri di Parigi (1842-1843) e L'ebreo errante (1844-1845).

## Biografia
Il padre Jean-Joseph (1760-1830) era chirurgo della Guardia napoleonica, la sua madrina fu Giuseppina di Beauharnais e padrino suo figlio Eugène. Studiò al Collège Royal de Bourbon (poi Liceo Condorcet): fu una gioventù dorata per il futuro scrittore, studente mediocre e turbolento, le cui avventure riempivano le cronache. Il padre lo fece allora viaggiare per toglierlo da un ambiente che non sembrava avere nulla da insegnargli: Eugène si recò in Spagna nel 1823, poi nella Morea, in Grecia e ancora nelle Antille.
Dandy e viaggiatore, ereditò a 26 anni la fortuna paterna, fu amante di molte belle donne parigine e frequentatore assiduo del Jockey Club, esclusivo circolo snob del tempo. Dilapidata così l'eredità, si mise a scrivere per potersi guadagnare da vivere. Nel 1829 esordì nel mondo letterario parigino con vari racconti d'ambientazione marinara che incontrarono subito il favore del pubblico. Si dedicò successivamente ad un'opera storica di grande impegno Histoire de la marine francaise cui non corrispose un'adeguata accoglienza del pubblico.
In seguito ad una delusione sentimentale, si ritirò nella Sologne dove iniziò a scrivere romanzi che furono pubblicati a puntate sui giornali di Parigi e che lo resero famoso: Mathilde, le cui non velate ironie segnano una definitiva rottura con il mondo della capitale; Therese Dunoyer, Paula Monti e Le Morne au diable ebbero tutti un grande successo. I suoi Les Mystères de Paris furono pubblicati a puntate nel Journal des débats suscitando un enorme interesse, tanto in Francia che all'estero.
Dopo la rivoluzione del '48 si orientò sempre più verso il socialismo, impegnandosi in un'appassionata opera di propaganda politica. Nel 1850, candidato socialista, fu eletto deputato del dipartimento della Senna. Dopo I Misteri di Parigi, Sue scrisse altri romanzi, tra i quali Le Juif Errant, nel 1845, Martin, l'enfant trouvé, nel 1846, e il lunghissimo Les Mystères du Peuple, ou Histoire d'une famille de prolétaires à travers les âges, storia di due famiglie che si sviluppa dal tempo dei Galli fino al 1848. Il progetto del romanzo risaliva ai mesi successivi la sconfitta della Rivoluzione del 1848: nel novembre 1849 il suo amico editore Maurice Lachâtre mise in vendita le prime dispense de I Misteri del popolo in abbonamento postale, per evitare problemi con la censura. Tuttavia, la pubblicazione fu fatta più volte sospendere e lo stesso Sant'Uffizio lo pose all'Indice.
Quando, nel 1857, il romanzo fu finalmente completato e sembrava che potesse essere regolarmente pubblicato in volume, 60.000 esemplari furono sequestrati e tipografo ed editori condannati. Sembra che la notizia abbia contribuito a provocare la morte dello scrittore, già malato e in esilio in Savoia. Sue era stato infatti costretto all'emigrazione a seguito del colpo di Stato bonapartista del 1851: fu accolto ad Annecy-le-Vieux, nella Savoia, malgrado l'opposizione del clero locale, grazie alla politica liberale del governo di Massimo d'Azeglio.

## Opere
- Kernok le pirate, 1830
  - trad. Scene marittime
- El Gitano, 1830
- Plik et Plok, 1831 (raccolta dei precedenti Kernok le pirate e El Gitano)
  - trad. Plik e Plok, o il gitano e il pirata. Racconti due
  - trad. Lo zingaro o la peste di Cadice
- Atar-Gull, 1831
  - trad. Atar-gull. Romanzo
  - trad. Atar-Gull o l'odio d'un negro
- La Salamandre, 1832
  - trad. La salamandra
- La Vigie de Koat-Vën, 1832
  - trad. La specola di Koat-Ven. Romanzo storico-marittimo (1780-1830)
- La Duchesse d'Alméida, 1832
  - trad. La duchessa d'Almeda ovvero La vendetta d'una creola
- La Coucaratcha, 1832-34
  - Le Binent de Maitre Ulrik
  - Voyages
  - Caballo negro y perro blanco
  - Le Présage
    - trad. Una predizione ossia la fatal giornata del 21 febbraio

  - La Veille
  - Le Combat
  - Le Lendemain
  - Crao
    - trad. Crao. Viaggi di Claudio Belissan l'uomo della natura

  - Mon ami Wolf
  - Relation véritable
  - Un remords
  - Un Corsaire
  - Fragment du journal d'un inconnu
  - Daja
  - Une femme heureuse
  - Les Montagnes de la Ronda
  - Physiologie d'un appartement
  - M. Crinet
- Cécile ou Une femme heureuse, 1835
- Histoire de la Marine française, 1835-37 (5 voll.)
- Arthur, 1837-39
- Latréaumont, 1837
- Le Marquis de Létorière ou l'Art de plaire, 1838
  - trad. Il marchese di Letoriere. Romanzo storico
- Godolphin Arabian, 1838
- Kardiki, 1839
  - trad. Rosso
- Deleystar, 1839 (raccolta dei precedenti Le Marquis de Létorière, Godolphin Arabian e Kardiki)
- Jean Cavalier ou les Fanatiques des Cévennes, 1840
  - trad. Gian cavalier o Il fanatico delle Cevenne
- Aventures de Hercule Hardi ou la Guyane en 1772, 1840
  - trad. Avventure d'Ercole Ardito
- Le Colonel de Surville. Histoire du temps de l'Empire, 1810, 1840
  - trad. Il colonnello di Surville
- Deux Histoires (raccolta dei precedenti Aventures de Hercule Hardi e Le Colonel de Surville)
- Le Commandeur de Malte, 1841
  - trad. Il commendatore di Malta
- Mathilde. Mémoires d'une jeune femme, 1841
  - trad. Matilde. Memorie di una giovane donna
- Histoire de la marine militaire de tous les peuples, 1841
  - trad. Storia della marina militare di tutti i popoli dall'antichità sino ai nostri giorni
- Paula Monti ou l'Hôtel Lambert, 1842
  - trad. Il palazzo Lambert
  - trad. Il palazzo misterioso
- Thérèse Dunoyer, 1842
- Le Morne-au-Diable ou l'Aventurier, 1842
  - trad. Il monte del diavolo
- Les Mystères de Paris, 1842-43 (10 voll.)
  - trad. I misteri di Parigi
- Le Juif errant, 1844-45
  - trad. L'ebreo errante
- Comédies sociales et scènes dialoguées, 1846
  - trad. Commedie sociali
- Martin l'enfant trouvé ou Les Mémoires d'un valet de chambre, 1846-47
  - trad. Martino il trovatello. Memorie di un cameriere
- Les Sept Péchés capitaux, 1847-52
  - trad. I sette peccati mortali:
    - L'orgoglio, o sia la duchessa
    - L'ira, o sia il tizzone d'inferno
    - La lussuria, o sia Maddalena de Miranda
    - L'invidia, o sia I Bastien, madre e figlio
    - L'acidia o sia il cugino Michele
    - L'avarizia, o i milionari
    - La gola, o il dottor Gasterini
- Le Républicain des campagnes, 1848
- Le Berger de Kravan, 1848
- Les Mystères du peuple, 1849-57
  - trad. I misteri del popolo, o Storia di una famiglia di proletari tra la vicenda dei secoli
  - trad. I misteri del mondo
    - L'elmetto del dragone. L'anello del galeotto o La famiglia Lebrenn. 1848-49
    - La falciuola d'oro. Anno 57 avanti G.C.
    - Il carro della morte. Anno 56 a 40 avanti G.C.
    - Il collare di ferro, o Faustino e Siomara. Dall'anno 40 avanti G.C. al 10 dell'era cristiana
    - La crocetta d'argento o Il falegname di Nazareth. 10-130
    - La lodola dell'elmo, o Vittoria la madre dei Campi. 130-395
    - L'elsa del pugnale o Karaduk il bagaudo e Ronano il vagro. 375-615
    - Il pastorale abaziale, o Bonaik l'orefice e Settimina la Coliberta. 615-793
    - Le monete carolinge, o Le figlie di Carlomagno. 727-814
    - Il ferro di freccia, o Il navicellaio parigino e la vergine dallo scudo. 818-912
    - Il cranio di fanciullo, o La fine del mondo. 912-1042
    - La conchiglia del pellegrino, o Fergan lo scalpellino. 1035-1147
    - Le tanaglie di ferro, o Milio il trovatore e Karvel il perfetto. 1140-1300
    - Il treppiede di ferro e la daga o Maietto l'avvocato d'armi. 1300-1428
    - Il coltello da beccaio o La pulcella Giovanna. 1412-1464
    - La Bibbia tascabile, o La famiglia di Cristiano lo stampatore. 1534-1610
    - Il martello da fabbro, o Il codice contadino. 1610-1715
    - La sciabola d'onore o Fondazione della repubblica francese
- De quoi vous plaignez-vous?, 1849
- Sur les petits livres de MM. de l'Académie des sciences morales et politiques et sur les élections, 1849
- Les Enfants de l'amour, 1850
  - trad. I figli dell'amore, o La vendetta d'un Corso
- Eugène Sue aux démocrates socialistes du département de la Seine, 1850
- Les Misères des enfants trouvés, 1851
  - trad. Le miserie dei trovatelli
- Miss Mary ou l'Institutrice, 1851
  - trad. L'angelo Maria
  - trad. Miss Mary o L'istitutrice
- La Bonne Aventure, 1851
  - trad. La buona ventura
- L'Amiral Levacher, 1852
- Fernand Duplessis ou les Mémoires d'un mari, 1852-53
  - trad. Fernando Duplessis, o memorie d'un marito
- Gilbert et Gilberte, 1853
- La Marquise Cornélia d'Alfi, 1853
- Jeanne et Louise ou les Familles des transportés, 1853
- La Famille Jouffroy. Mémoires d'une jeune fille, 1854
  - trad. La famiglia Jouffroy
- Le Diable médecin, 1854-56
  - trad. Il diavolo medico
  - trad. Emilia Lambert o la mantenuta
  - trad. La gran signora
  - trad. La letterata
- Les Fils de famille, 1856
- La France sous l'Empire, 1857
- Lettres sur la réaction catholique, 1857
- Une page de l'histoire de mes livres, 1857
  - trad. Una pagina della storia de' miei libri
- Les Secrets de l'oreiller, 1858
  - trad. I segreti del guanciale. Romanzo postumo
- Mademoiselle de Plouërnel, 1864
  - trad. Madamigella di Plouernel. Racconto de' tempi di Luigi XIV
  - trad. Berta di Pluernel. Racconto del tempo di Luigi XIV
- Jeanne d'Arc, 1865
  - trad. Giovanna d'Arco o La pulcella d'Orleans
- L'alouette du casque ou Victoria la mère des camps, 1866 (parte dei Mystères du peuple)